# 马纳约罗宫
马纳约罗宫（意大利语：Palazzo Mannajuolo）是位于意大利那不勒斯基艾亚区的一座新艺术运动风格（意大利称为Liberty自由风格）建筑。建于1909-1911年，以其优雅的纺锤型楼梯天井闻名。现底层用作商铺，其余部分用作住宅。

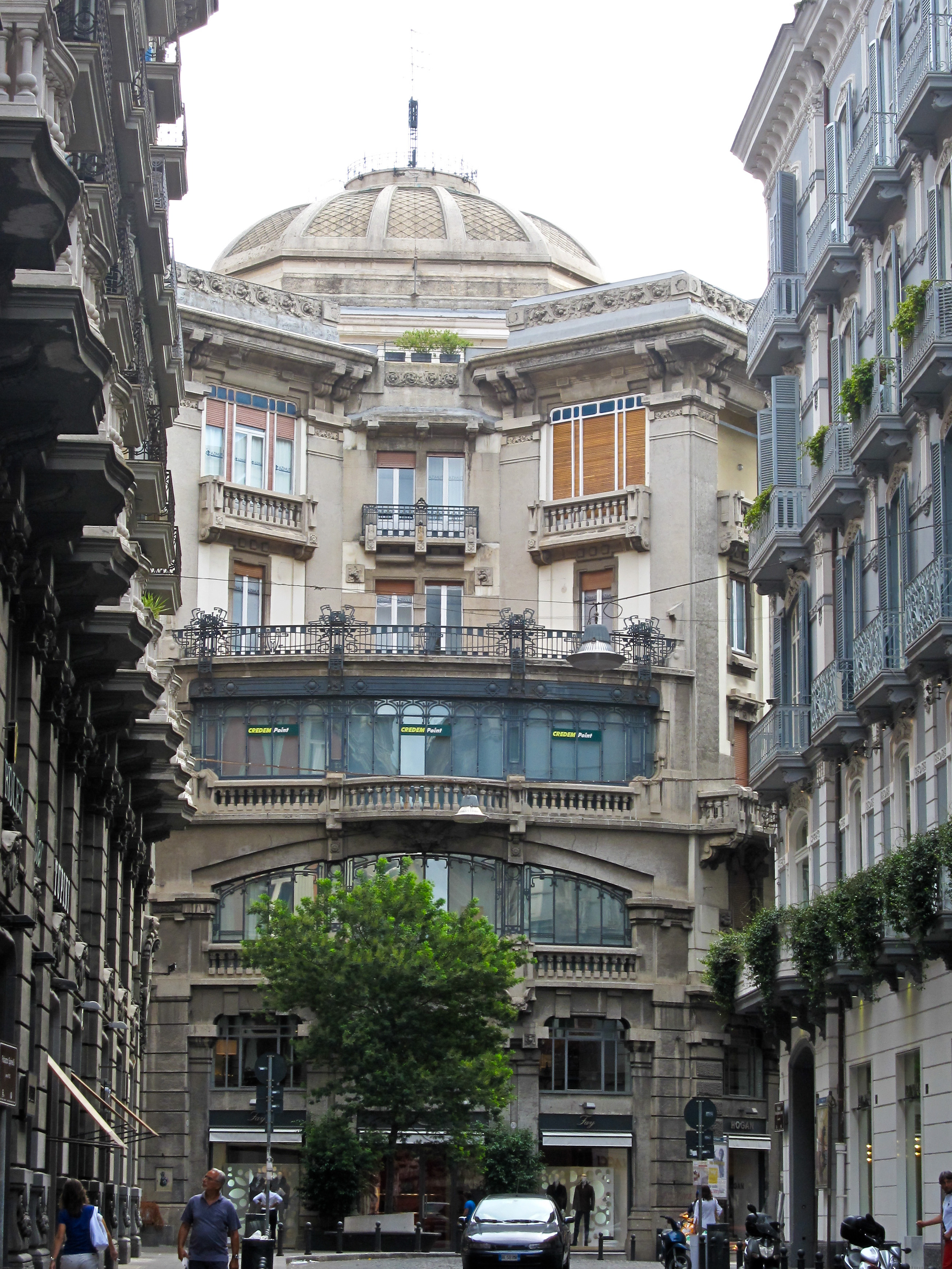
位于购物街的马纳约罗宫

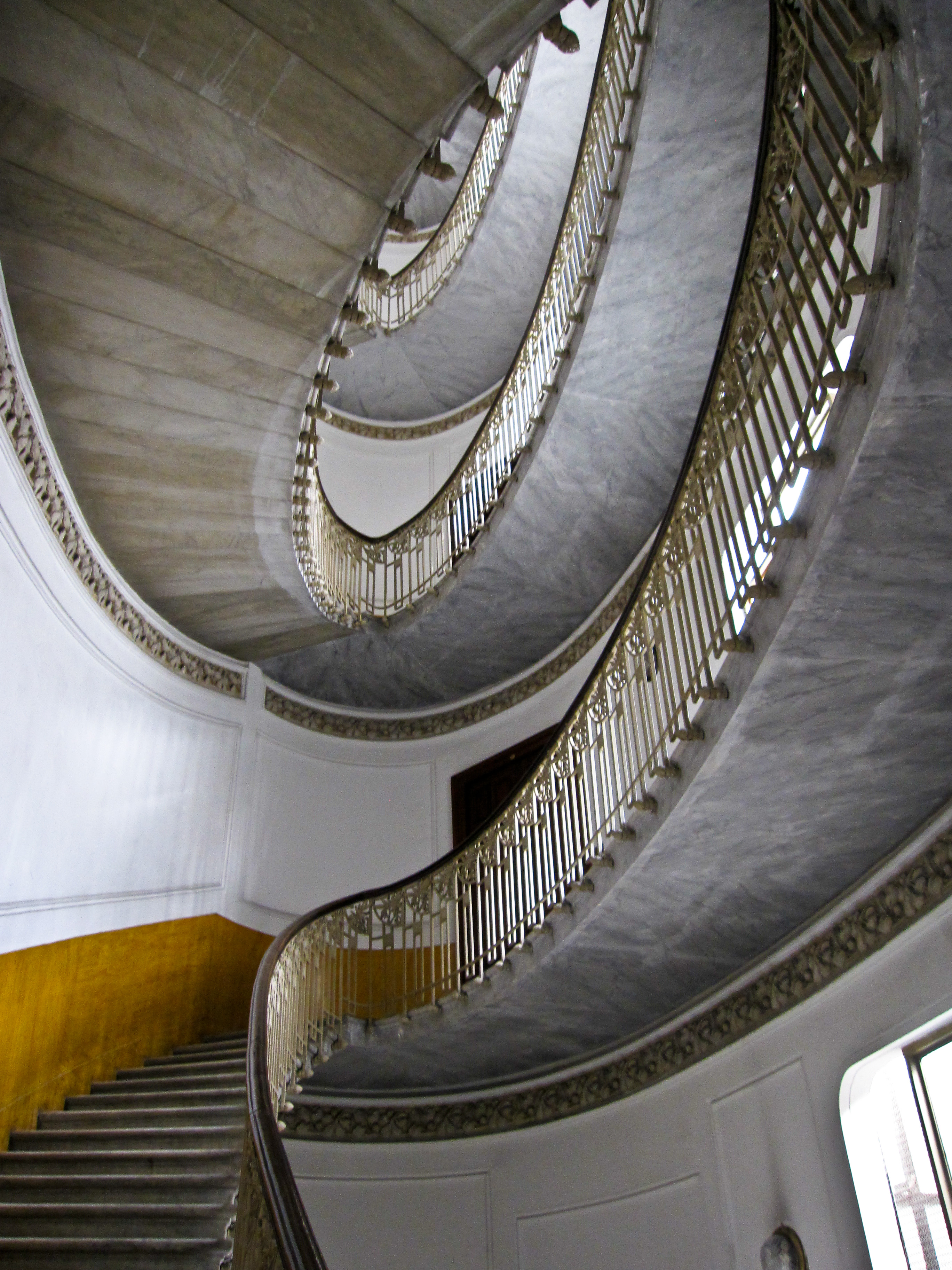
纺锤型楼梯

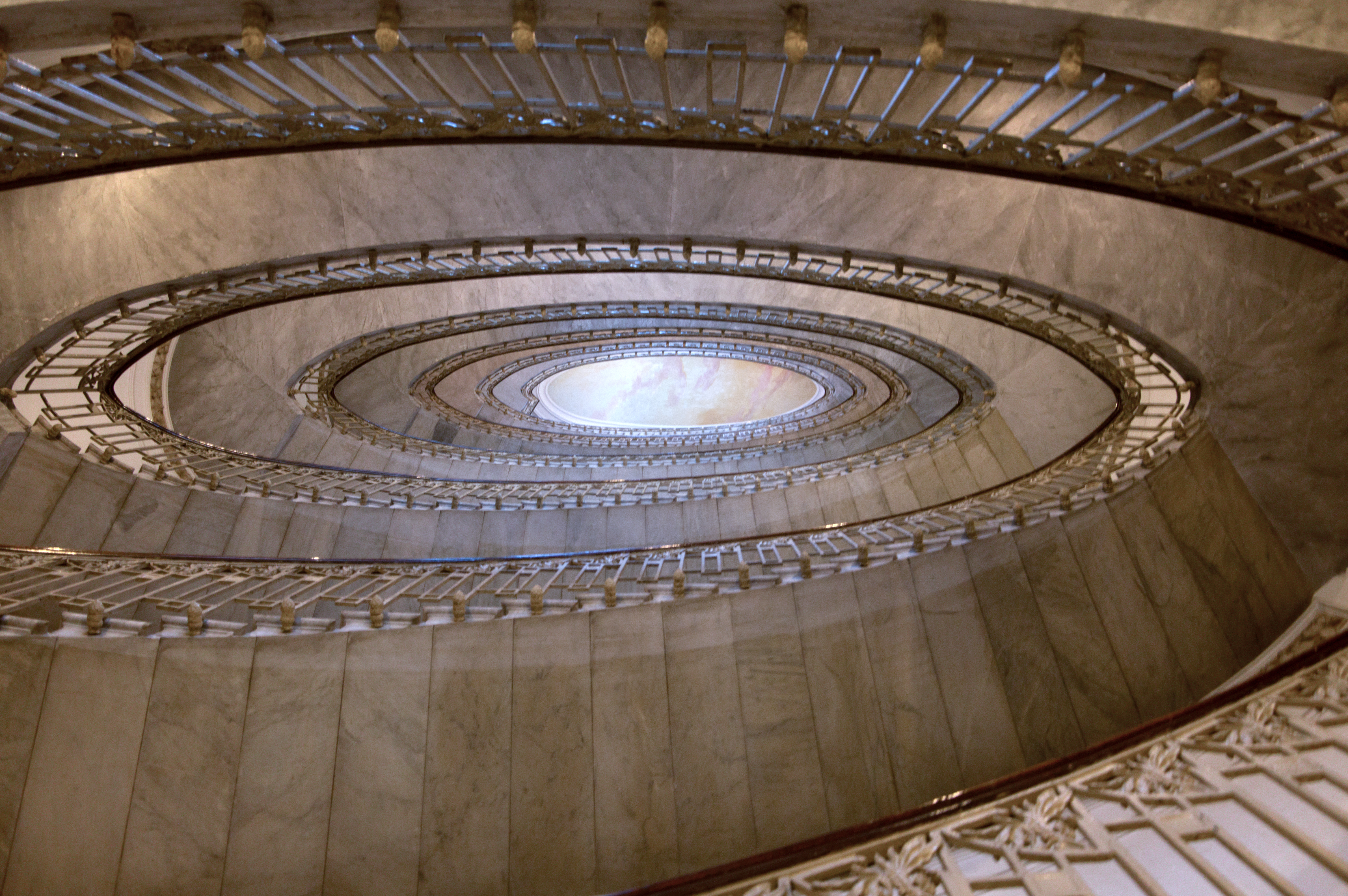
纺锤型楼梯

Template:那不勒斯地标